# Carl Fletcher (walijski piłkarz)
Carl Fletcher (ur. 7 kwietnia 1980 w Surrey Heath) – piłkarz walijski, który występował na pozycji środkowego obrońcy lub defensywnego pomocnika.

## Kariera klubowa
Karierę piłkarską Fletcher rozpoczął w angielskim klubie AFC Bournemouth. W 1997 roku stał się członkiem pierwszego zespołu, a w 1998 roku zadebiutował w jego barwach w Division Two. W pierwszych dwóch sezonach rozegrał tylko dwa spotkania, ale już od 1999 roku był podstawowym zawodnikiem Bournemouth. W 2002 roku spadł z Bournemouth do Division Three, ale na tym szczeblu rozgrywek grał tylko przez rok i w 2003 roku ponownie występował w Division Two, a w „The Cherries” grał do lata 2004 roku.
Kolejnym klubem w karierze Fletchera był West Ham United, który zapłacił za niego sumę 275 tysięcy funtów. W Premier League swój debiut zaliczył 11 września 2004 w wygranym 2:1 wyjazdowym spotkaniu z Sheffield United. Przez cały sezon grał w podstawowym składzie Młotów i zdobył dwie bramki w lidze. Latem 2005 Walijczyk został na krótko wypożyczony do Watfordu, w którego barwach zaliczył trzy spotkania. W 2006 roku wrócił do West Hamu i występował w nim do końca sezonu 2005/2006. Wystąpił w przegranym po serii rzutów karnych finale Pucharu Anglii z Liverpoolem.
Latem 2006 Fletcher odszedł za 400 tysięcy funtów do Crystal Palace F.C. 5 sierpnia rozegrał swoje pierwsze spotkanie w barwach Crystal Palace, wygrane przez klub z Londynu 2:1 z Ipswich Town. Zarówno w sezonie 2006/2007, jak i 2007/2008 grał w wyjściowej jedenastce "Orłów". Sezon 2008/2009 rozpoczął w barwach Crystal Palace, następnie został wypożyczony do Nottingham Forest, a 20 lutego 2009 na miesiąc do Plymouth Argyle. W maju 2009 roku podpisał z tym klubem stały kontrakt.
| Sezon   | Klub                | Kraj   | Rozgrywki      | Mecze | Bramki |
| ------- | ------------------- | ------ | -------------- | ----- | ------ |
| 1997/98 | AFC Bournemouth     | Anglia | Division Two   | 1     | 0      |
| 1998/99 | AFC Bournemouth     | Anglia | Division Two   | 1     | 0      |
| 1999/00 | AFC Bournemouth     | Anglia | Division Two   | 25    | 3      |
| 2000/01 | AFC Bournemouth     | Anglia | Division Two   | 43    | 6      |
| 2001/02 | AFC Bournemouth     | Anglia | Division Two   | 45    | 5      |
| 2002/03 | AFC Bournemouth     | Anglia | Division Three | 45    | 3      |
| 2003/04 | AFC Bournemouth     | Anglia | Division Two   | 40    | 2      |
| 2004/05 | AFC Bournemouth     | Anglia | Division One   | 6     | 2      |
| 2004/05 | West Ham United     | Anglia | Premier League | 32    | 2      |
| 2005/06 | Watford F.C.        | Anglia | Championship   | 3     | 0      |
| 2005/06 | West Ham United     | Anglia | Premier League | 12    | 1      |
| 2006/07 | Crystal Palace F.C. | Anglia | Championship   | 37    | 3      |
| 2007/08 | Crystal Palace F.C. | Anglia | Championship   | 28    | 1      |
| 2008/09 | Crystal Palace F.C. | Anglia | Championship   | 3     | 0      |
| 2008/09 | Nottingham Forest   | Anglia | Championship   | 5     | 0      |
| 2008/09 | Plymouth Argyle     | Anglia | Championship   | 13    | 1      |
| 2009/10 | Plymouth Argyle     | Anglia | Championship   | 41    | 4      |
| 2010/11 | Plymouth Argyle     | Anglia | League One     | 38    | 2      |
| 2011/12 | Plymouth Argyle     | Anglia | League Two     | 9     | 1      |

## Kariera reprezentacyjna
W reprezentacji Walii Fletcher zadebiutował 18 lutego 2004 roku w wygranym 4:0 towarzyskim spotkaniu ze Szkocją, gdy w 72. minucie zmienił Robbiego Savage'a. Z Walią występował w eliminacjach do Mistrzostw Świata w Niemczech oraz Mistrzostw Europy w Austrii i Szwajcarii, a obecnie walczy o awans do Mistrzostw Świata w RPA.